# Koçak
Koçak ist ein türkischer männlicher Vorname und Familienname.

## Namensträger

### Familienname
- Abdülkadir Koçak (* 1981), türkischer Boxer
- Adem Koçak (* 1983), türkischer Fußballspieler
- Ali Koçak (* 1978), deutsch-türkischer Basketballtrainer
- Asaf Koçak (1958–1993), türkischer alevitischer Karikaturist
- Celaleddin Koçak (* 1977), deutsch-türkischer Fußballspieler
- Dilek Koçak (* 2005), türkische Leichtathletin
- Eşref Koçak (* 1990), türkischer Fußballspieler
- Ferat Koçak (* 1979), deutscher Politiker (Die Linke)
- Kenan Koçak (* 1981), türkisch-deutscher Fußballspieler und -trainer
- Matej Kocak (1882–1918), Soldat des USMC, zweifacher Träger der Medal of Honor
- Rıdvan Koçak (* 1988), türkischer Fußballspieler
- Yiğit Koçak (* 1995), türkischer Schauspieler
- Zeynep Koçak (* 1983), türkische Schauspielerin, Regisseurin und Drehbuchautorin